# Xã Berwick, Quận Adams, Pennsylvania
Xã Berwick (tiếng Anh: Berwick Township) là một xã thuộc quận Adams, tiểu bang Pennsylvania, Hoa Kỳ. Năm 2010, dân số của xã này là 2.389 người.